# Roisey
Roisey este o comună în departamentul Loire din sud-estul Franței. În 2009 avea o populație de 875 de locuitori.

## Evoluția populației
| An        | 1975 | 1982 | 1990 | 1999 | 2006 | 2009 |
| --------- | ---- | ---- | ---- | ---- | ---- | ---- |
| Populație | 453  | 517  | 626  | 698  | 831  | 875  |